# Щурче (албум)
„Щурче“ е студиен албум на Лили Иванова, издаден през 1982 година от звукозаписната компания „Балкантон“ на грамофонна плоча с каталожен номер ВТА 10870 и на аудиокасета с каталожен номер BTMC 7031.
Албумът е записан в студио „Балкантон“ заедно с ФСБ и се състои от общо 12 песни. На задната страна на обложката са изписани заглавията на песните и на български, и на английски, а също така присъства стихотворението „Щурче“ на Дамян Дамянов.

### Първа страна
1. „Щурче“ (текст: Дамян Дамянов, музика и аранжимент: Найден Андреев)
2. „Тъга“ (текст: Михаил Белчев, музика: Асен Гаргов, аранжимент: Найден Андреев)
3. „Не отнемай всичко“ (текст: Йордан Янков, музика: Зорница Попова, аранжимент: Александър Бахаров)
4. „Упование“ (текст: Павел Матев, музика: Александър Йосифов, аранжимент: Иван Пеев)
5. „По жътва“ (текст: Михаил Белчев, музика: Светозар Русинов, аранжимент: Найден Андреев)
6. „Листопад“ (текст: Кръстьо Станишев, музика: Георги Костов, аранжимент: Найден Андреев)

### Втора страна
1. „Любовта е живот“ (текст: Дамян Дамянов, музика и аранжимент: Найден Андреев)
2. „Самота“ (текст: Михаил Белчев, музика: Асен Гаргов, аранжимент: Найден Андреев)
3. „Вечерна птица“ (текст: Кръстьо Станишев, музика: Александър Йосифов, аранжимент: Иван Пеев)
4. „Чуждо щастие“ (текст: Орлин Орлинов, музика и аранжимент: Найден Андреев)
5. „Наесен“ (текст: Димитър Василев, музика и аранжимент: Митко Щерев)
6. „Като спомен“ (текст: Михаил Белчев, музика и аранжимент: Александър Бръзицов)

## Екип

### Технически
- Тонрежисьори: Васил Стефанов, Деян Тимнев
- Тонинженери: Момчил Момчилов, Николай Христов
- Тоноператори: Александър Савелиев, Борис Чакъров
- Продуцент: Найден Андреев

### Други
- Художествено оформление: Венцислав Трифонов